# Мина-и-Ларреа, Мартин Хавьер
Генерал Марти́н Франси́ско Хавье́р Ми́на-и-Ларре́а (1 июля 1789, Отао — 11 ноября 1817, Пенхамо, Гуанахуато), известный под прозвищами Эль Мосо (исп. El Mozo, «парень», «юноша») и Эль Эстудианте (исп. El Estudiante, «студент») — испанский адвокат и офицер армии, впоследствии ставший мексиканским революционным деятелем.

## Ранние годы
Франсиско Хавьер Мина родился в Отао, Наварра, в семье Хуана Мины, богатого фермера, и Марии Ларреа. Мина изучал латынь, математику и гуманитарные науки в местной семинарии, живя в Памплоне со своими дядей и тетей, Клементом и Симоной Эспоз. В возрасте 18 лет он покинул Отао, чтобы продолжить свое образование в Сарагосе, где стал изучать право в университете.

## Пиренейские войны
Во время Пиренейской войны в начале 1808 года Испания была оккупирована французскими войсками, что заставило Мину бежать в горы и леса его родного края. Там он сформировал партизанский отряд из десяти человек. Отряд под его руководством постепенно вырос до 200 человек. Мина начал совершать рейды на французов и сумел захватить оружие, боеприпасы и лошадей. Эти дополнительные ресурсы позволили Мине расширить его небольшую армию до более чем 1,2 тыс. пехотинцев и 150 кавалеристов. После этого он начал вести полномасштабные военные действия. Мина был схвачен в марте 1810 года и отправлен в заключение в Венсенский замок во Франции. Он был освобождён в апреле 1814 года, одновременно с падением правительства Наполеона.

## Революционная деятельность в Мексике
По возвращении в Испанию король Фердинанд VII сделал его полковником наваррских гусаров. Однако после роспуска демократического правительства, созданного в соответствии с конституцией 1812 года, он начал планировать государственный переворот, а после его неудачи бежал во Францию; из Байоны он отправился в Англию, где встретил Сервандо Тереса де Миера.
Де Миер завербовал его для борьбы с абсолютной монархией Фердинанда VII в колониях. Несколько английских лордов помогли Мине перебраться в Америку. В мае 1816 года 20 испанских офицеров покинули Ливерпуль.
После прибытия в Балтимор Мина встретился с группой испанских американских агентов, организовывавших экспедицию. Мануэль Торрес, Мигель Сантамария и Хосе Рафаэль Ревенга помогли организовать финансирование группой балтиморских торговцев, в то время как Педро Гуаль выполнял функции пресс-секретаря. В сентябре Мина отплыл на двух кораблях. Сначала Мина и его команда отправились из Балтимора в Пуэрто-о-Пренс на Гаити, а оттуда в Галвестон в Новой Испании, куда они прибыли 24 ноября. Затем он перебрался в Мексику. В апреле 1817 года Мина с армией примерно в 250 человек отправился на юг на кораблях, предоставленных французским капером Луи-Мишелем Ори. Они прибыли в город Сото-ла-Марина в Тамаулипасе. Его план состоял в том, чтобы присоединиться к южно-мексиканским революционерам во главе с Гуадалупе Виктория.
Мина полностью посвятил себя борьбе за независимость Мексики. 24 мая 1817 года Мина покинул свою базу с отрядом в 300 человек и направился в Фуэрте-дель-Сомбреро, укреплённый пункт, который защищал Педро Морено. Мина опубликовал письмо, в котором говорилось, что он борется с тиранией короля, а не испанской империей. 1 августа в форт прибыл маршал Паскуаль Линьян с большой армией. Мина сбежал в Фуэрте-де-лос-Ремедиос, чтобы помогать Хосе Антонио Торресу.
В октябре 1817 года на ранчо Эль Венадито Мина был схвачен, а Педро Морено убит. Заключённый был передан полковнику Оррантия, который отвёз его в Силао. Затем Мина был передан маршалу Паскуалю Линьяну.
11 ноября 1817 года Мина был расстрелян в Сарагосе. Ему было 28 лет.

## Наследие
Мартина Франсиско Хавьера Мина-и-Ларрея (Мина-младшего) не следует путать с его дядей (и преемником в качестве повстанческого командира) Франсиско Мина (Мина-старшим), который был известен в то время как Франсиско Эспос-и-Мина. Он взял себе этот псевдоним, чтобы связать себя с достижениями своего предшественника.
Мина, муниципалитет северо-восточного мексиканского штата Нуэво-Леон, ранее называвшийся Сан-Франциско-де-Каньяс, был переименован 31 марта 1851 года в честь Франсиско Хавьера Мины. В 1830-х годах в колониальном Техасе один из городов был также переименован в Мина, но несколько лет спустя (после техасской революции) его переименовали в Бастроп.
В честь Мина назван международный аэропорт Хенераль Франсиско Хавьер Мина или (IATA: TAM, ICAO: MMTM), расположенный в Тампико.
Его имя высечено золотыми буквами (бронзой с позолотой) на Стене почёта в зале заседаний Палаты депутатов мексиканского Конгресса.